# Tierra y Libertad, Socoltenango
Tierra y Libertad är en ort i Mexiko.   Den ligger i kommunen Tzimol och delstaten Chiapas, i den sydöstra delen av landet, 800 km sydost om huvudstaden Mexico City. Tierra y Libertad ligger 601 meter över havet och antalet invånare är 137.
Terrängen runt Tierra y Libertad är huvudsakligen platt, men åt nordväst är den kuperad. Runt Tierra y Libertad är det ganska glesbefolkat, med 27 invånare per kvadratkilometer. Närmaste större samhälle är Nuevo Resplandor, 5,0 km söder om Tierra y Libertad. 